# Lalkuan
Lalkuan is een nagar panchayat (plaats) in het district Nainital van de Indiase staat Uttarakhand. 

## Demografie
Volgens de Indiase volkstelling van 2001 wonen er 6.524 mensen in Lalkuan, waarvan 55% mannelijk en 45% vrouwelijk is. De plaats heeft een alfabetiseringsgraad van 70%. 